# イ・サンホ
イ・サンホ（ハングル表記：이상호、1976年 - ）は、大韓民国の韓国放送公社 (KBS) 所属のアナウンサー。 延世大学校の哲学科を卒業した。2003年にKBSの第29期公開採用でアナウンサーとして採用され入局した。KBS第1テレビジョンの番組『クイズ大韓民国』などの司会進行を担当した他、KBSのラジオ放送局Happy FMで毎日夜8時から2時間の音楽番組『イ・サンホのドリームポップ』を2018年から司会進行している。